# 市府轉運站
市府轉運站是台灣台北市信義計畫區內的一座轉運站，位於忠孝東路及基隆路口之東南側，用地面積近5,000坪，由統一開發公司（主要股東有統一企業、統一國際、太子建設與統一超商）以民間興建營運後轉移模式（BOT）取得50年的地上興建營運權，興建一座地下五層樓、地上31層樓包含中短程公路客運轉運站、台北捷運、商場和國際觀光旅館等多功能轉運站共構大樓，轉運站於2010年8月5日啟用，商場統一時代百貨於2010年10月7日開幕，台北W飯店於2011年3月9日開幕。

## 樓層規劃
| 樓層 | 樓層介紹                                          |
| ---- | ------------------------------------------------- |
| 31F  | 台北W飯店                                         |
| 30F  | 台北W飯店                                         |
| 29F  | 台北W飯店                                         |
| 28F  | 台北W飯店                                         |
| 27F  | 台北W飯店                                         |
| 26F  | 台北W飯店                                         |
| 25F  | 台北W飯店                                         |
| 24F  | 台北W飯店                                         |
| 23F  | 台北W飯店                                         |
| 22F  | 台北W飯店                                         |
| 21F  | 台北W飯店                                         |
| 20F  | 台北W飯店                                         |
| 19F  | 台北W飯店                                         |
| 18F  | 台北W飯店                                         |
| 17F  | 台北W飯店                                         |
| 16F  | 台北W飯店                                         |
| 15F  | 台北W飯店                                         |
| 14F  | 台北W飯店                                         |
| 13F  | 台北W飯店                                         |
| 12F  | 台北W飯店                                         |
| 11F  | 台北W飯店                                         |
| 10F  | 台北W飯店 （大廳與露天游泳池）                    |
| 9F   | 台北W飯店                                         |
| 8F   | 台北W飯店 （宴會廳）                              |
| 7F   | 統一時代百貨台北店 （原統一阪急百貨）             |
| 6F   | 統一時代百貨台北店                                |
| 5F   | 統一時代百貨台北店                                |
| 4F   | 統一時代百貨台北店                                |
| 3F   | 統一時代百貨台北店                                |
| 2F   | 統一時代百貨台北店                                |
| 1F   | 統一時代百貨台北店 部分區域為中短程國道客運轉運站 |
| B1F  | 統一時代百貨台北店                                |
| B2F  | 統一時代百貨台北店                                |

### 月台配置
- 由於本站路線多是以往宜蘭、基隆、桃園等中短程國道客運路線，往新竹以南、花蓮的班次較少。欲往新竹以南地區之旅客建議至台北轉運站搭乘；往花蓮旅客建議至板橋客運站及南港轉運站搭乘。
- 售票處除了設有市府轉運站服務台，國光、統聯、首都三大客運公司售票點以外，更匯集台灣三大儲值卡業者（悠遊卡、一卡通、愛金卡）的台北地區客服中心。

| 月臺   | 營運業者                    | 編號                                 | 營運路線或用途                                                                                             |
| ------ | --------------------------- | ------------------------------------ | --- |
| 1      | 中壢客運 指南客運           | 9009                                 | 臺北－台北世界貿易中心－三興國小－喬治高中－六張犁站－大坪林站－中央新村－北二高－桃園前站                 |
| 2      | 三重客運 桃園客運           | 9005                                 | 桃園後站－中山高－臺北                                                                                     |
| 2      | 三重客運 桃園客運           | 9005A                                | 桃園後站－永安路－中山高－臺北                                                                             |
| 3      |                             |                                      | |
| 5      | 國光客運 中壢客運 台聯客運  | 9001                                 | 臺北－台北世界貿易中心－三興國小－喬治高中－捷運六張犁站－公館－景安－北二高－中壢                         |
| 6      | 國光客運                    | 1800                                 | 中崙－市府轉運站－中山高－基隆                                                                             |
| 6      | 國光客運                    | 1813D                                | 臺北－中山高－北二高－－基隆中山區－基隆                                                                   |
| 7      | 國光客運                    | 1815                                 | 臺北－中山高－金山青年中心                                                                                 |
| 8、9   | 大都會客運 (基隆市快捷公車) | 2088                                 | 市府轉運站→環東大道→潭美公園→→基隆女中→八斗子 (全程車上車處)                                               |
| 8、9   | 大都會客運 (基隆市快捷公車) | 2088                                 | 市府轉運站→環東大道→潭美公園→→基隆女中 (區間車上車處)                                                      |
| 8、9   | 大都會客運 (基隆市快捷公車) | 2088B                                | 市府轉運站→環東大道→潭美公園→→基隆女中→深澳坑路 (112/12-113/5 試營運)                                      |
| 10     | 統聯客運                    | 1612                                 | 臺北(東區)－台北世界貿易中心－三興國小－喬治高中－六張犁站－景美站－新店站－中港轉運站－北港路－新營－臺南 |
| 10     | 統聯客運                    | 1667                                 | 台北－六張犁站－景美站－新店－北二高－三峽－龍潭－朝馬                                                     |
| 10     | 大有巴士                    | 1960                                 | 臺北－台北世界貿易中心－三興國小－喬治高中－中山高－桃園機場                                               |
| 11     | 首都客運 (基隆市快捷公車)   | 1579                                 | 圓山轉運站→市府轉運站→潭美公園→→祥豐街/中正路→八斗子 (全程車)                                              |
| 11     | 首都客運 (基隆市快捷公車)   | 1579                                 | 市府轉運站→潭美公園→→八斗子 (區間車)                                                                       |
| 12     | 首都客運 (首都之星)         | 1570                                 | 臺北→北二高→北宜高→羅東 (羅東直達車) 欲前往花蓮可至臨櫃購買鐵公路聯運票                                    |
| 13     | 首都客運 (首都之星)         | 1570                                 | 臺北→北二高→北宜高→羅東 (羅東直達車) 欲前往花蓮可至臨櫃購買鐵公路聯運票                                    |
| 14     | 首都客運 (首都之星)         | 1570                                 | 臺北→北二高→北宜高→羅東 (羅東直達車) 欲前往花蓮可至臨櫃購買鐵公路聯運票                                    |
| 1571   | 首都客運 (首都之星)         | 臺北→北二高→北宜高→宜蘭 (宜蘭直達車) | |
| 1571   | 首都客運 (首都之星)         | 臺北→北二高→北宜高→宜蘭 (宜蘭直達車) | 15 |
| 16     | 首都客運 (首都之星)         | 1572直達                             | 臺北→北二高→北宜高→礁溪 (礁溪直達)                                                                         |
| 16     | 首都客運 (首都之星)         | 1572                                 | 臺北→北二高→北宜高→礁溪→宜蘭→羅東 (羅東全程車)                                                             |
| 17、18 | 空                          |                                      | 目前無客運業者進駐                                                                                         |

※市區路線請詳見捷運市政府站公車資訊※

## 相關事件

### 工程機械故障墜落
2009年4月24日下午一點，一輛載著25名來自中國大陸廣東省的遊客的遊覽車，行經忠孝東路市政府站，轉進忠孝東路五段二十巷（後改編二十二巷），欲往松高路時，被市府轉運站頂樓掉落的塔式起重機人字臂壓毀後半車廂。
事後發現，疑似工人在三十一樓的高空，因拆卸長約31公尺、重2.7公噸的人字臂起重吊桿時，可能操作不當又加上強風突然來襲，吊臂因而從高處斷裂掉落，擊中來自廣東的觀光團遊覽車後端。坐在後頭最後一排的兩名中國大陸籍旅客死亡，四人受傷。同年4月27日，其中一位重傷傷者救治無效宣告死亡，事故死亡人數上升至三人。

### 公共客運路線變更
為因應市府轉運站的啟用，並促使鄰近車流更加順暢。台北市公共運輸處規劃，行經此站的11線公車，從6月初起在基隆路及松高路口即行右轉改道，避免陷入基隆路及忠孝東路口的車陣中，而這些路線站牌完全不受影響，也不影響民眾乘車權益；因為避開了基隆路及忠孝東路口的紅綠燈，也使得這些路線動線較為流輰。

### 連通道開通
- 1樓連通道於2010年6月1日開通
- B2連通道於2010年8月2日開通，穿越統一時代百貨(阪急百貨)美食街，可到達捷運市政府站、誠品信義旗艦店(112年12月25停止營業，113年1月1日改為統一Dream Plaza)、臺北市政府。
- 2010年10月7日，統一時代百貨(阪急百貨)開幕與美食街開始營運。
- 2011年2月14日，台北W飯店試營運。

### 圖片集

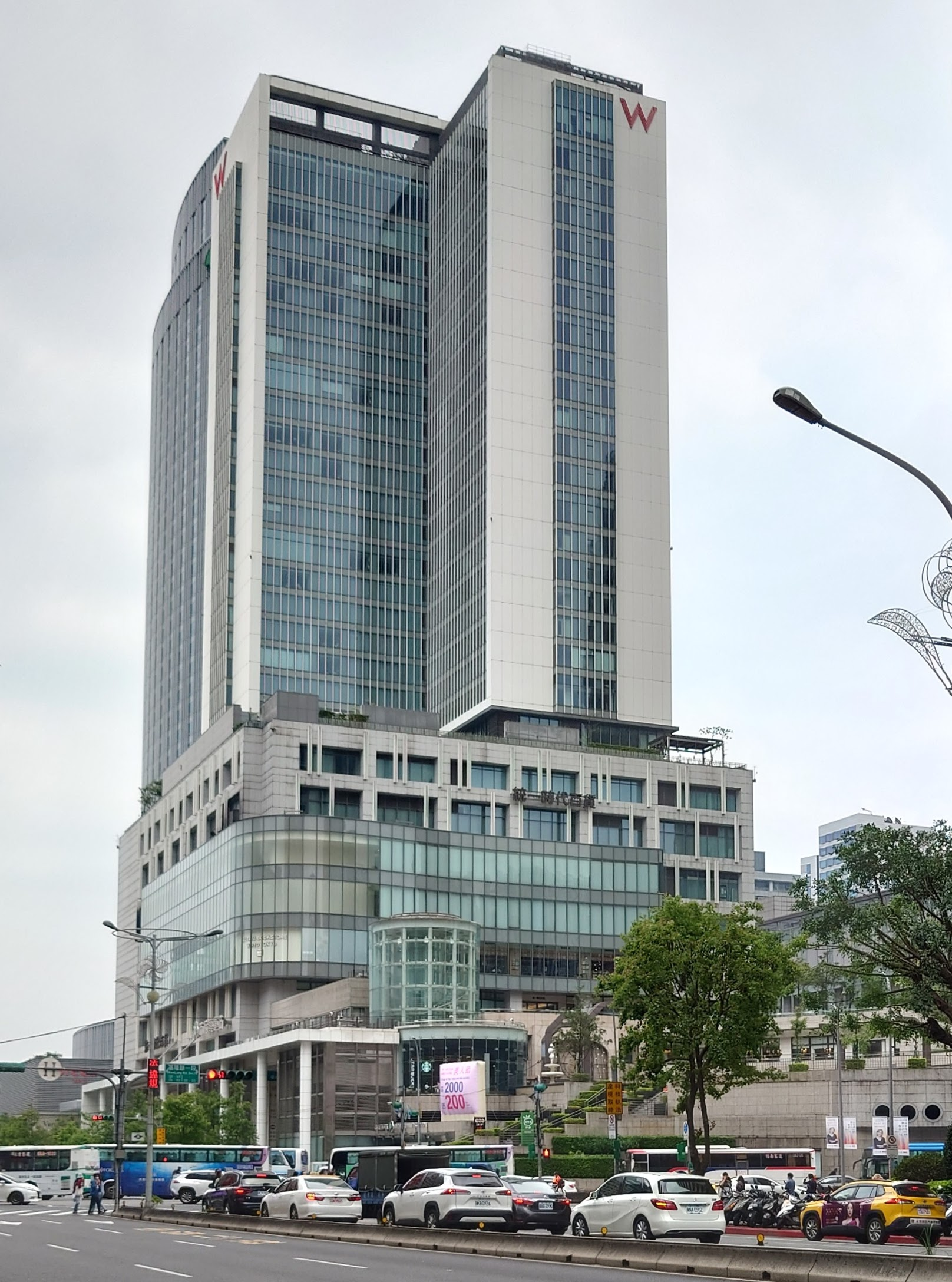
市府轉運站外觀
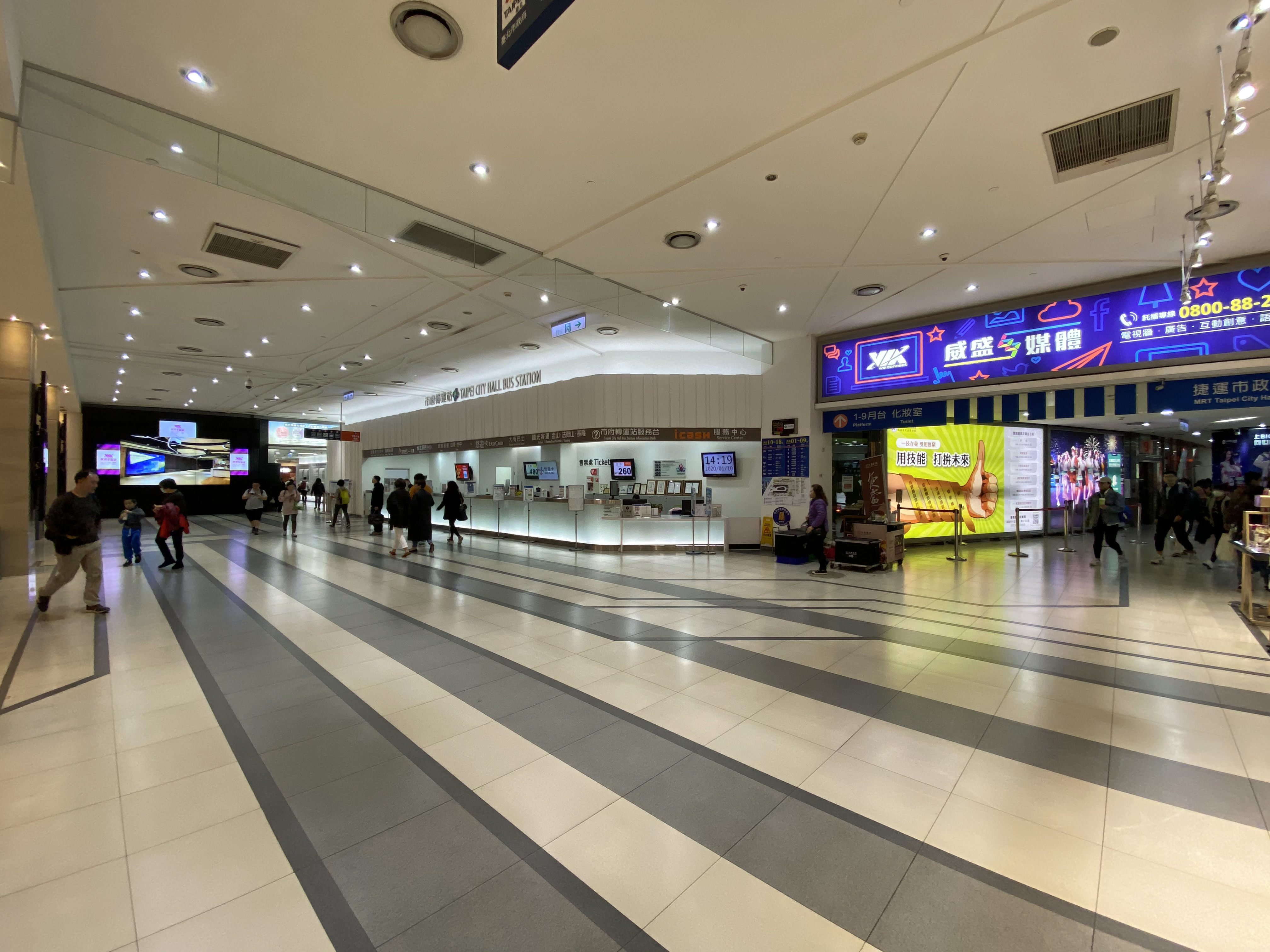
售票處
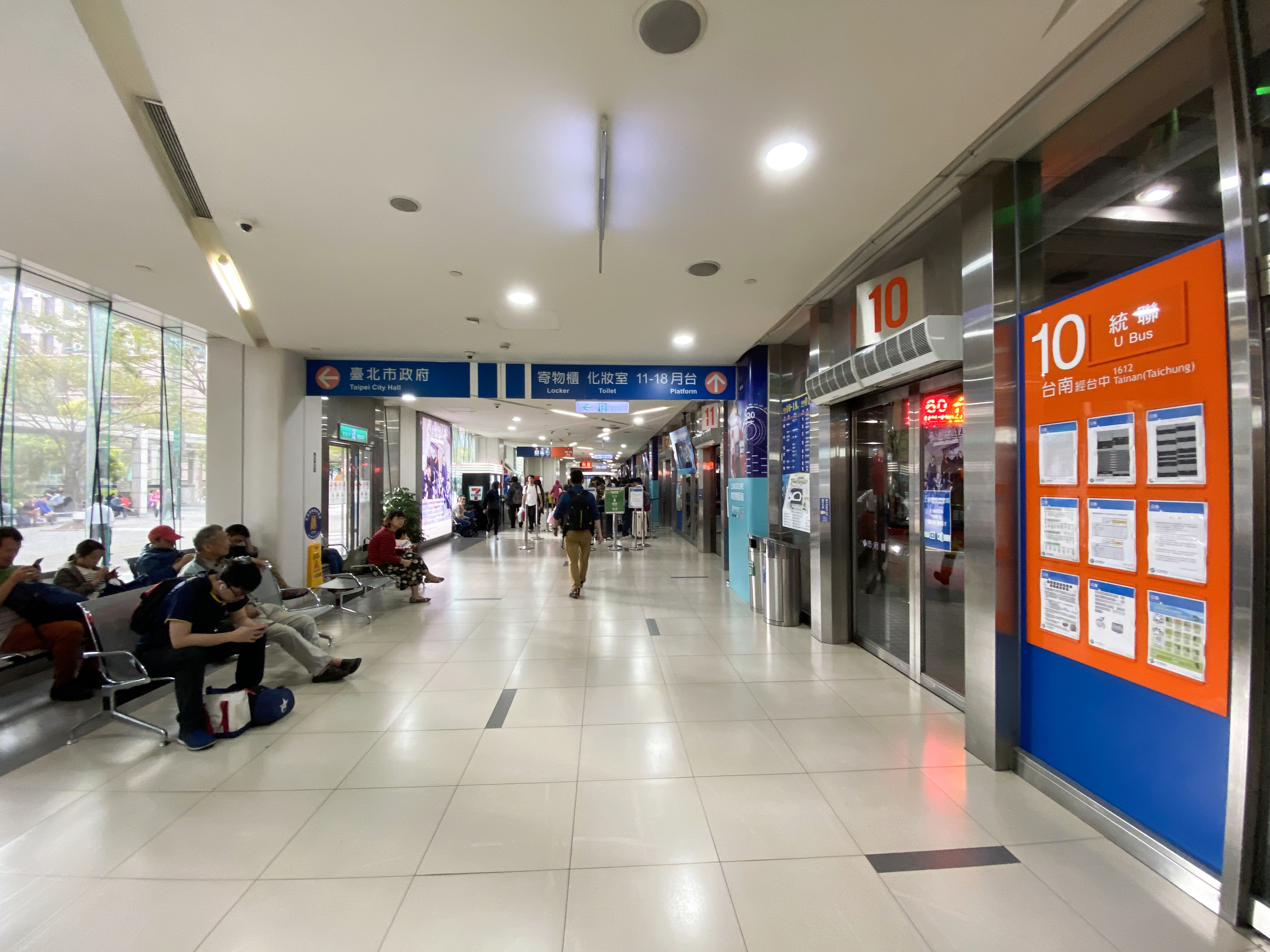
等候區
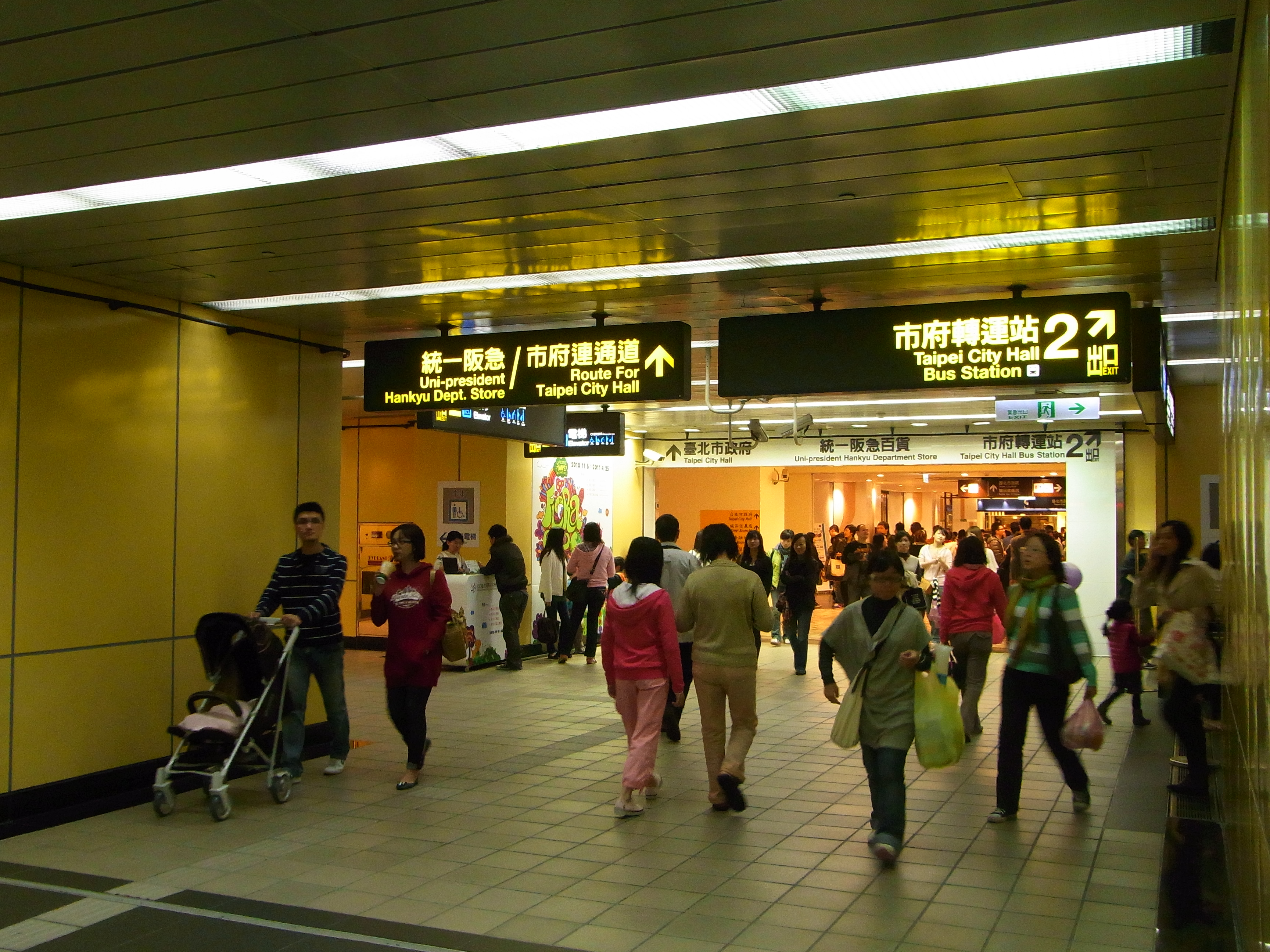
台北捷運市政府站2號出口、統一時代百貨及捷運市府站連通道的聯通處
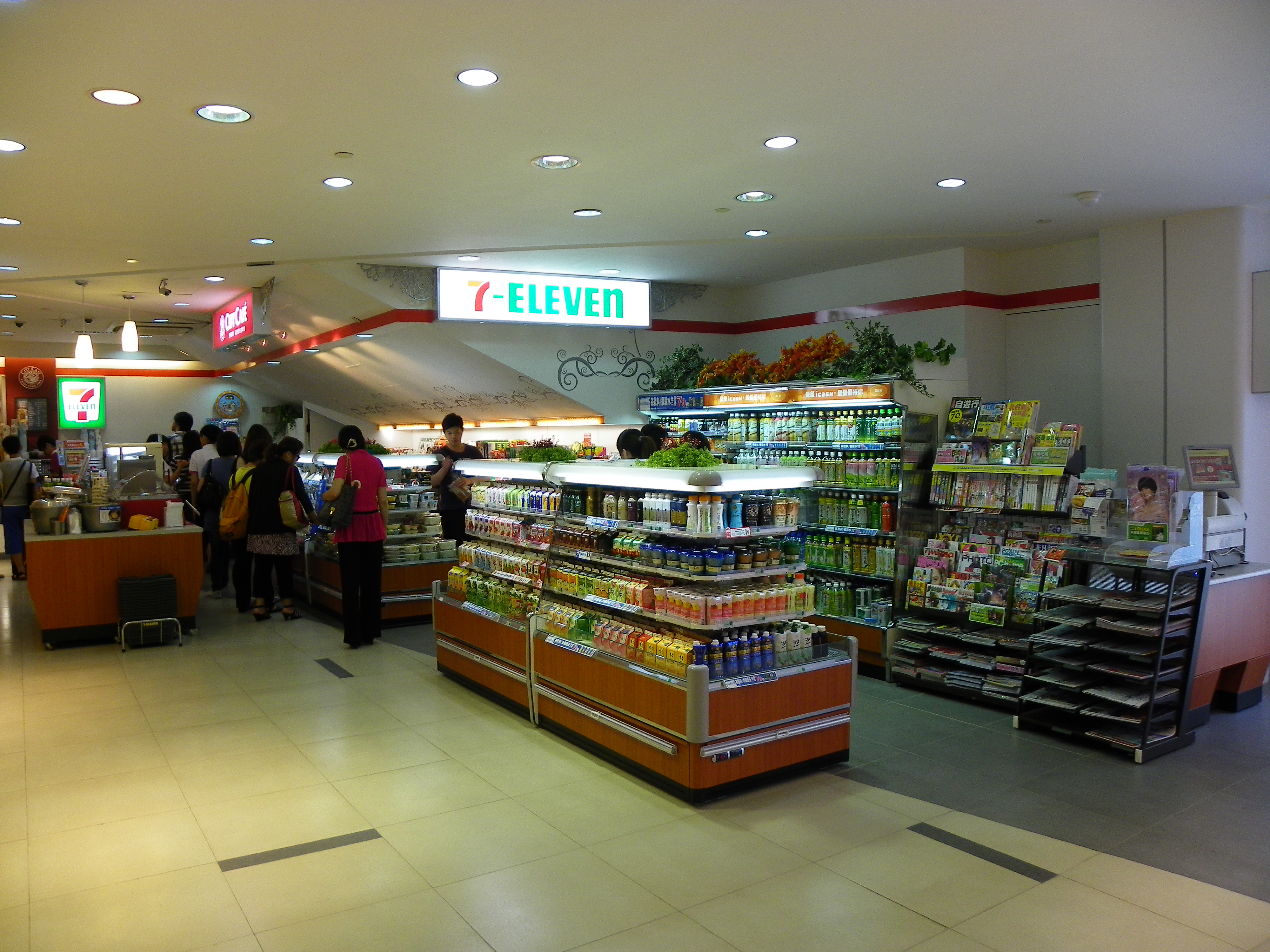
商店區